# フリー打ち
フリー打ち（フリーうち）とは、パチスロにおいて、特定の絵柄を狙うことなく適当にリールを止めて遊技を行うこと。
以前は一部攻略誌において「オヤジ打ち」（パチスロを打つ中高年男性は、適当にリールを止めることが多かった）と表現されていたが、4号機での技術介入性が高い機種の台頭により、「オヤジばっかりが適当に（リールの）ストップボタンを押している訳ではない」との声により「フリー打ち」に改めた。ただし、該当雑誌と同じ出版社の発行するパチンコ雑誌では今でも「オヤジ打ち」という呼称が使われているため、「フリー打ち」自体がパチンコ客に対する差別用語であるという批判がある。また、「フリー」は「無料」とも解釈できるため、パチスロに無料（0枚がけ）でプレイできる方法があるという誤解を生んだり、ゴト行為を推奨すると解釈されることもある。
現在スカパー等CS放送で放送されているほとんどのパチスロ番組においてライターによる遊戯説明の際、状況に応じて目押しの必要がない場合には適当に押して下さいと説明している（例として中、右リールは適当にや全リール適当に押してくださいなど）。
対義語としてKKK（小役キッチリ回収）打法、DDT（小役を根こそぎ捕ることに由来）打法などがある。小役回収打法も参照。